# Matt Bishop
Matt Bishop (Londres; 25 de diciembre de 1962) es un periodista, autor, novelista y ejecutivo de relaciones públicas británico.

## Carrera
Después de dejar la Cardinal Vaughan Memorial School, Holland Park, en 1981, no logró calificar como conductor de autobuses en Londres y luego trabajó como corredor de apuestas, gerente de una tienda de apuestas y conductor de minitaxis hasta la década de 1990, cuando comenzó a trabajar por cuenta propia como Escritor de Sporting Life y postuló a la universidad para estudiar psicología. Tras abandonar sus estudios después de un año, comenzó su carrera como escritor a tiempo completo en la revista Car en 1993, convirtiéndose en editor de artículos, luego, en septiembre de 1995, pasó a la revista Focus como editor adjunto y luego editor en funciones, antes de unirse a la revista F1 Racing (ahora rebautizada como GP Racing) como editor en diciembre de 1996, permaneciendo hasta septiembre de 2007. F1 Racing vendió 1,25 millones de copias al mes en todo el mundo durante el mandato de Bishop.
A raíz de la controversia de espionaje de la temporada 2007 de Fórmula 1, que resultó en que el equipo McLaren fuera multado con 100 millones de dólares sin precedentes, Bishop fue contratado por el presidente de McLaren, Ron Dennis, para convertirse en director de comunicaciones de la compañía. Dejó McLaren en julio de 2017. Escribió su primera novela, The Boy Made the Difference (publicada en 2020), antes de regresar al trabajo de relaciones públicas del automovilismo en 2018 como miembro del equipo de liderazgo senior de la W Series, el primer campeonato de automovilismo exclusivo para mujeres.
El 10 de diciembre de 2020 se anunció que Bishop había sido contratado por el equipo Aston Martin de Fórmula 1 para ser su director de comunicaciones a partir de 2021.

## Antecedentes y carrera como escritor
Bishop nació en Londres. Hijo de Bernardine Bishop (1939-2013), novelista, profesora y psicoterapeuta inglesa, y del concertista de piano clásico estadounidense Stephen Kovacevich. Autora aclamada por la crítica de cinco novelas, una de ellas, Unexpected Lessons in Love, preseleccionada para el Premio Costa Book 2013, Bernardine Bishop murió de cáncer de colon en julio de 2013.
La abuela de Matt Bishop era Barbara Lucas (1911-2009), periodista, autora, novelista y activista por la paz inglesa. Sus tatarabuelas fueron Viola Meynell (1885-1956), autora, novelista y poeta inglesa, y Alice Meynell (1847-1922), autora, poeta y sufragista inglesa, cuyo esposo era Wilfrid Meynell (1852-1948), autor y editor inglés.
Matt Bishop ha trabajado como recaudador de fondos voluntario para la organización benéfica contra el cáncer infantil CLIC Sargent durante muchos años, y conoció la organización benéfica en 2007 por el exdirector del equipo de Fórmula 1, Eddie Jordan. Todos los ingresos de las ventas de The Boy Made the Difference, la primera novela de Bishop, se destinan a CLIC Sargent.
Al principio del mandato de Bishop como editor de F1 Racing, la revista logró una primicia notable al exponer el sistema de «freno-dirección» del McLaren MP4/12, una innovación mediante la cual los pilotos podían frenar las ruedas traseras independientemente de las delanteras, alterando la dirección del monoplaza. Características de manejo para mejorar el tiempo por vuelta. Posteriormente fue prohibido tras las protestas de Ferrari. Bishop y el fotógrafo Darren Heath habían observado en fotografías que los discos de freno traseros de los McLaren brillaban en medio de las curvas, y se dispusieron a fotografiar subrepticiamente el interior de la cabina mediante un plan en el que Bishop avisaba a Heath por teléfono si alguno de los monoplazas se rompió a mitad de carrera.
Mientras era editor en jefe de F1 Racing, Bishop también escribió columnas para Autosport y para la página web homónima, tituladas «¡Alabado sea!» y «Desde el púlpito».
The Boy Made the Difference, la primera novela de Bishop, toma como tema la crisis del VIH/sida de finales de los años 1980 y principios de los 90. Una historia ficticia sobre una familia que vive en el noroeste de Londres, se basa en las experiencias de Bishop trabajando como voluntario de apoyo a domicilio, o «compañero», para London Lighthouse, en ese momento el centro de VIH/SIDA más grande del mundo.

## Vida personal
Bishop es abiertamente homosexual, ha sido un orador franco sobre temas LGBTQ+ durante muchos años y es embajador fundador de Racing Pride, un movimiento desarrollado con Stonewall y lanzado en junio de 2019, cuyo objetivo es promover la inclusión LGBTQ+ en la industria del automovilismo. Bishop vive en Londres con su esposo Ángel Bautista, chef y maquillador.

## Obras

### No ficcional
- Emmo: a Racer's Soul (coescrito con Emerson Fittipaldi, 2014)

### Novelas
- The Boy Made the Difference (2020)